# Eriogonum preclarum
Eriogonum preclarum är en slideväxtart som beskrevs av J.L. Reveal. Eriogonum preclarum ingår i släktet Eriogonum och familjen slideväxter. Inga underarter finns listade i Catalogue of Life.